# Bududa (district)
Bududa is een district in het oosten van Oeganda.
Bududa telt 124.368 inwoners.